# Голубенко Валентин Олексійович
Валентин Олексійович Голубенко (8 жовтня 1940, Дніпропетровськ, Українська РСР - 2 жовтня 2023) — радянський і російський актор театру і кіно. Заслужений артист Російської Федерації (2002).

## Біографія
У 1961 році закінчив Харківський театральний інститут (курс В. Н. Чистякової) і став актором Севастопольського театру Чорноморського флоту. У 1968 перейшов в трупу Центрального театру Радянської Армії (нині — Центральний академічний театр Російської армії).
Під час гастролей в Москві був помічений кінематографістами. З середини 1960-х почав зніматися в кіно в невеликих ролях бандитів-розбійників.

## Фільмографія
- 1965: «Пакет» — червоноармієць Голубенко
- 1984: «Загін»
- 1986: «Золота баба»
- 1988: «Ім'я» — старшина Лобов
- 1988: «Сіра миша» — Устин Шемяка
- 1990: «Десять років без права листування» — Саркісов, водій Берії
- 1991: «Дике поле» — Устін

та інші.